# Culicoidea
Super-famille
Les Culicoidea sont une super-famille d'insectes diptères nématocères de l'infra-ordre des Culicomorpha.

## Systématique
La super-famille des Culicoidea, datée de 1818, est attribuée à l'entomologiste allemand Johann Wilhelm Meigen (1764-1845). 

## Liste familles et genres
Selon BioLib (21 février 2022) :
- famille des Chaoboridae Edwards, 1912
- famille des Culicidae Stephens, 1829
- famille des Dixidae Schiner, 1868
- genre † Amblylexis Bode, 1953
- genre † Apistogrypotes Bode, 1953
- genre † Asioculicus Hong, 1976
- genre † Cormophora Bode, 1953
- genre † Culiciscolex Bode, 1953
- genre † Cyrtomides Bode, 1953
- genre † Ellipes Bode, 1953
- genre † Empidocampe Bode, 1953
- genre † Propexis Bode, 1953
- genre † Rhopaloscolex Bode, 1953
- genre † Sphallonymphites Bode, 1953

## Publication originale
- (de) Johann Wilhelm Meigen, Systematische Beschreibung der bekannten europäischen zweiflügeligen Insekten, vol. 1, Allemagne, Beaufort Sohn, 1818, 332 p. (lire en ligne).